# صياد محترف

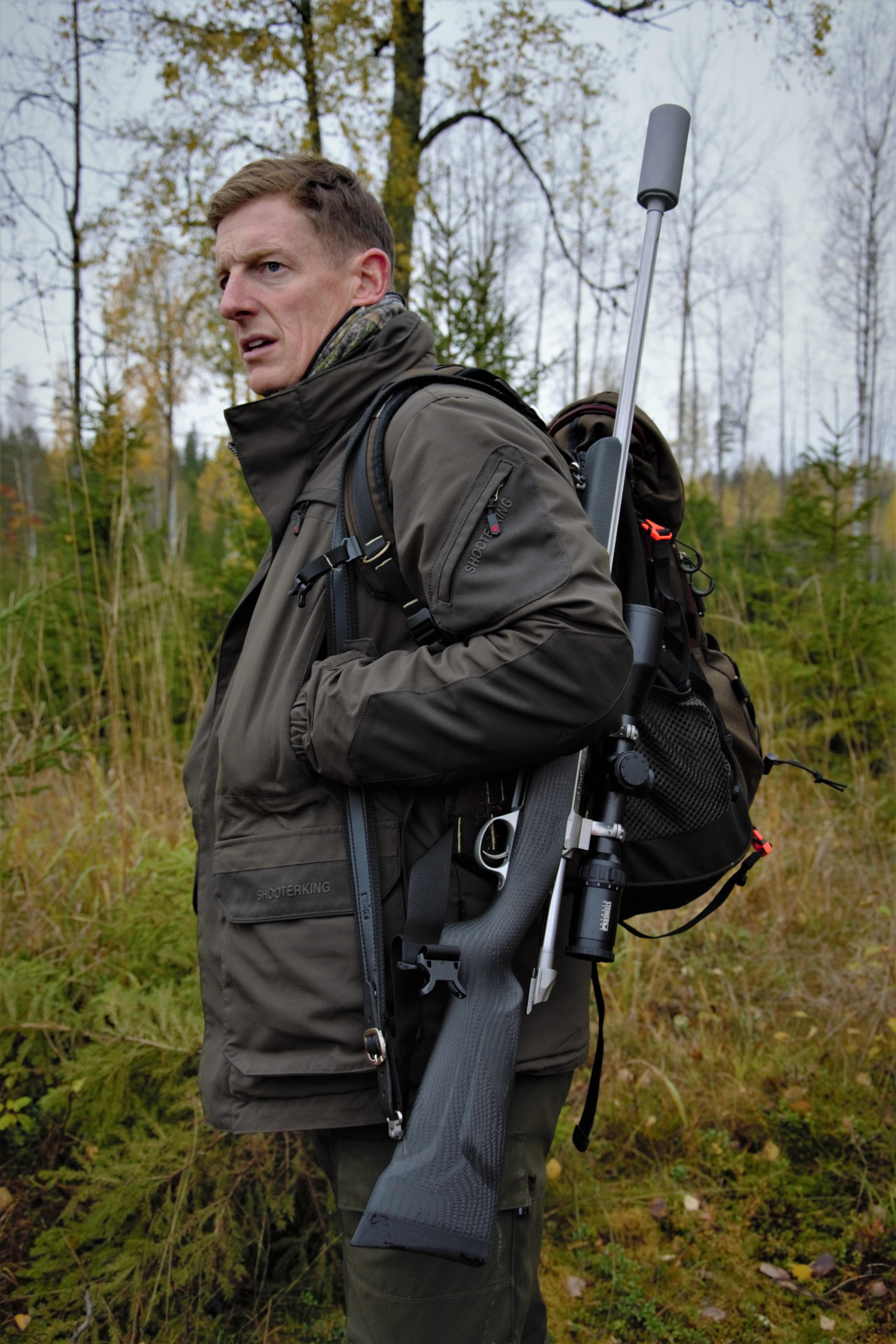
بول شيلدرلي ، صياد بريطاني محترف وحارس طرائد

الصياد المحترف (قليل ما يشار إلى هذه الكلمة على المستوى الإقليمي وفي بريطانيا وايرلاندا على نحو خاص بأنها تعني تسويق أو الصياد التجاري، بصفته مطاردًا محترفًا أو حارس طرائد) هو الشخص الذي يصطاد و / أو يدير اللعبة من حيث المهنة. ويعمل بعض الصيادين المحترفين في القطاع الخاص أو للمؤسسات الحكومية والتحكم بأنواع الحيوانات التي تعتبر وفيرة،   وآخرون يعملون لحسابهم الخاص ويكسبون عيشهم من خلال بيع الجلود الكبيرة واللحوم،  بينما لا يزال آخرون يحفزون العملاء بشأن لعبة صيد الحيوانات الكبيرة.

## أستراليا
يتم إطلاق ملايين من حيوانات الكنغر في كل عام بواسطة صيادين محترفين مرخصين من برنامج التحكم في الزيادة السكانية في أستراليا، من اجل بيع لحومهم وجلودهم.    

## ألمانيا
في الغالب يعمل الصيادون المحترفون الألمان (″ Berufsjäger ″) في مناطق الغابات الواسعة والتي تكون خاصة بالصيد وايضاً للمؤسسات الحكومية المسؤولة عن الغابات، حيث يتحكمون في الاطلاع عن طريق تقليل عدد ذوات الحوافر مثل انثى الظبي أو الشامواه (نوع من أنواع ظبي الماعز)، وإدارة مجموعات الأنواع ذات الأكثر رغبة مثل الغزال الأحمر ويكون بمثابة أدلة الصيد للعملاء الجادين.  

## جنوب وشرق أفريقيا

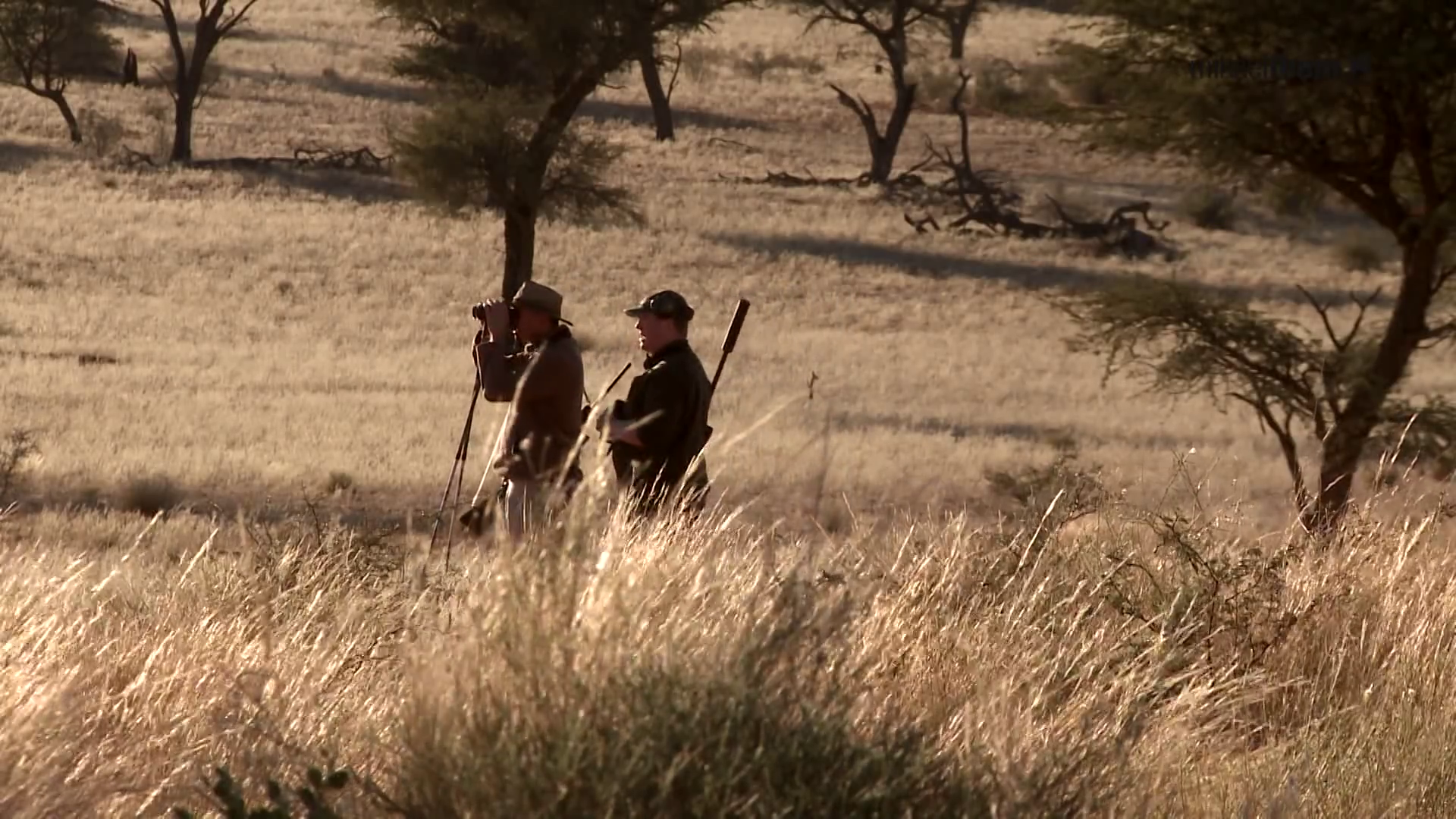
صياد محترف (يسار) مع صياد ضيف (يمين) يطارد الحيوانات الكبيرة في صحراء كالاهاري ، ناميبيا

تعد دول جنوب وشرق إفريقيا وجهات ذات اهمية للسياح من خلال صيد الطرائد الكبيرة في إفريقيا، وبالأخص ناميبيا وجنوب إفريقيا وتنزانيا وزيمبابوي،   ويعمل الصيادون المحترفون المحليون، وفي اغلب الاوقات يشار إليهم ببساطة باسم PH (صياد محترف) ، كمرشدين للصيد من اجل كسب المال من الضيوف الراغبين في الصيد، ويشرفون على أعمال الصيد في الرحلات البرية.  

## المملكة المتحدة

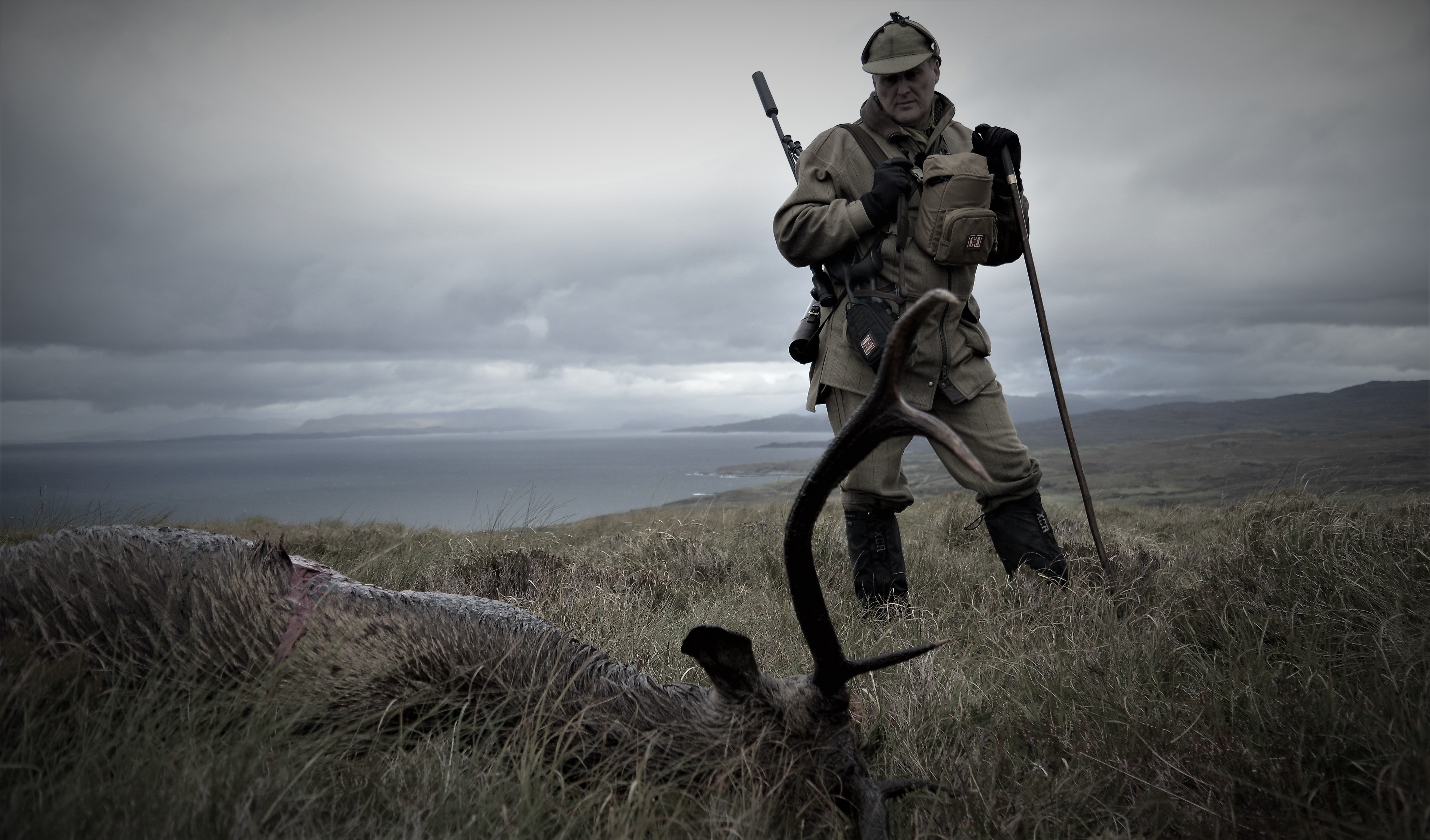
صياد محترف Niall Rowantree يقف بجانب غزال أحمر اصطاده في منطقة Ardnamurchan في المرتفعات الاسكتلندية

يعمل المطاردين وحراس الطرائد البريطانيون المحترفون في المقام الأول في المزارع الكبيرة، وعلى نحو خاص في المرتفعات الاسكتلندية، حيث يتعاملون بشكل عام مع الغزلان الحمراء، والدراج الشائع، والطيهوج الأحمر، والحجل الفرنسي (جميعها من أنواع الطيور).  وكان هناك ما يقدر بنحو 25000 مطارد وحارس طرائد محترفين يعملون في المملكة المتحدة في مطلع القرن العشرين،  بينما يوجد اليوم حوالي 3000.

## الولايات المتحدة الأمريكية

### الصيد غير الخاضع للتنظيم الرقابي في القرن التاسع عشر وأوائل القرن العشرين

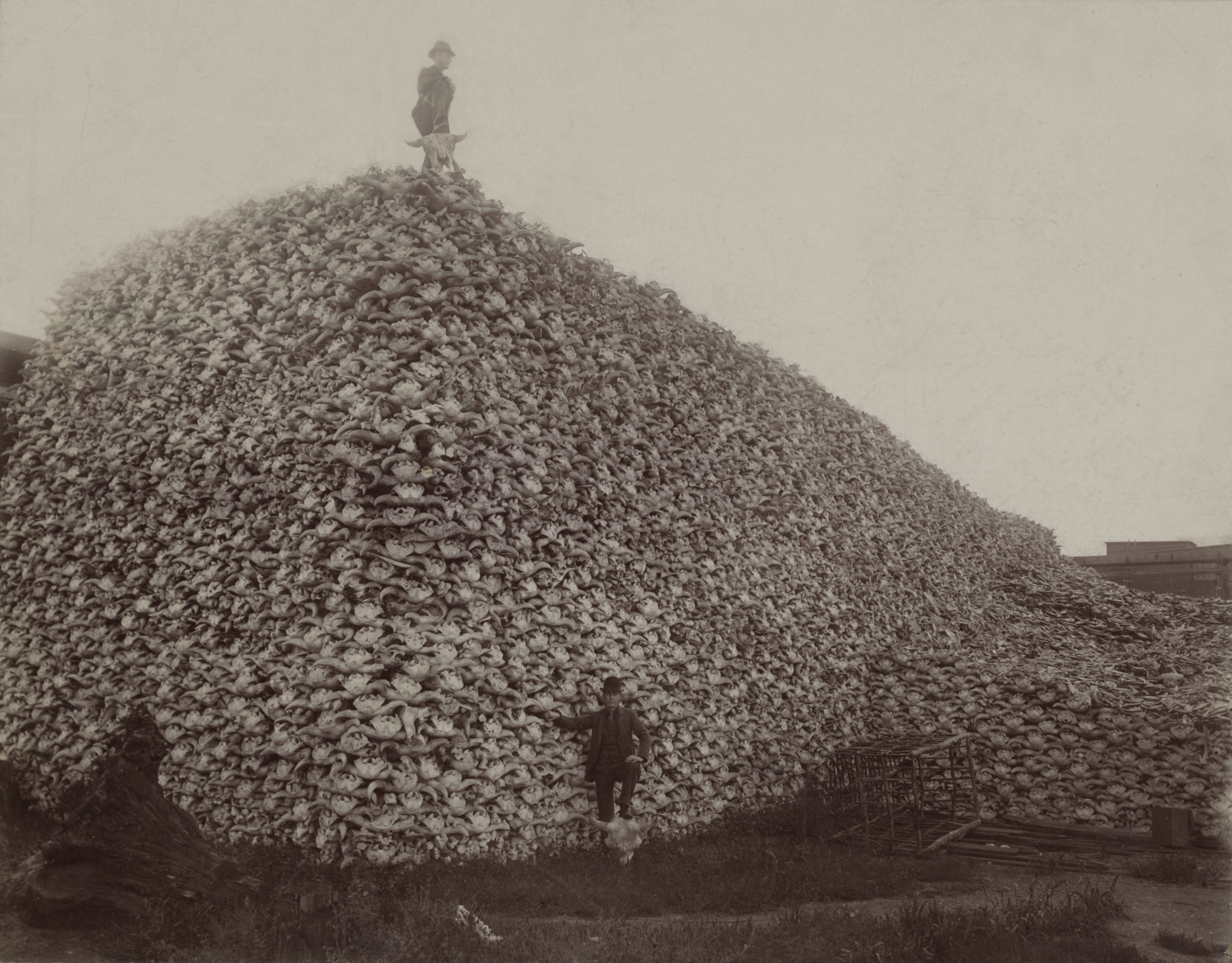
تم اصطياد البيسون الأمريكي أوشك على الانقراض في أواخر القرن التاسع عشر من قبل صيادي السوق بشكل أساسي وتم تقليصه إلى بضع مئات بحلول منتصف ثمانينيات القرن التاسع عشر

تُستخدم مصطلحات صياد السوق والصياد التجاري في الغالب للإشارة إلى صيادي القرن التاسع عشر وبدايات القرن العشرين في اطار أمريكا الشمالية، أي الذين باعوا أو تقايضوا لحم وعظام وجلود وريش الحيوانات المقتولة كمصدر للرزق. وانصب تركيز هؤلاء الصيادون على الأنواع التي تجمعت بأعداد كبيرة للتكاثر أو التغذية أو الانتقال من مكان إلى مكان اخر. وتم تنظيمها في مجموعات على غرار المصانع والتي من شأنها طرد أي حياة برية قيمة وجعلها منطقة ذات شكل منهجي خلال مدة زمنية قصيرة المدة. وتشمل الحيوانات التي تم اصطيادها البيسون والغزلان والبط وغيرها من الطيور المائية والأوز والحمام والعديد من الطيور الأخرى، والفقمة والفظ، والأسماك، والرخويات، والمحار.
تم استهلاك أعداد الطيور الكبيرة بقسوة خلال القرن التاسع عشر وأوائل القرن العشرين. وتسببت إبادة العديد من أنواع الطيور وخسارة الانواع المهددة بالأنقراض منها في إصدار قانون يحظر بشكل فعال هذا النوع من الصيد التجاري في الولايات المتحدة. وفي نهاية المطاف تم تحديد مواسم مخصصة للصيد من اجل الحفاظ على الحياة البرية والسماح بقدر محدود من الانتعاش وإعادة السكان. وتم الإعلان عن قانون معاهدة الطيور المهاجرة الموقع في عام 1918 والذي من شانه ان ينظم الصيد ويحظر صيد بطة الخشب حتى عام 1941 والبجع حتى عام 1962.

### الوكالات الفيدرالية والولايات

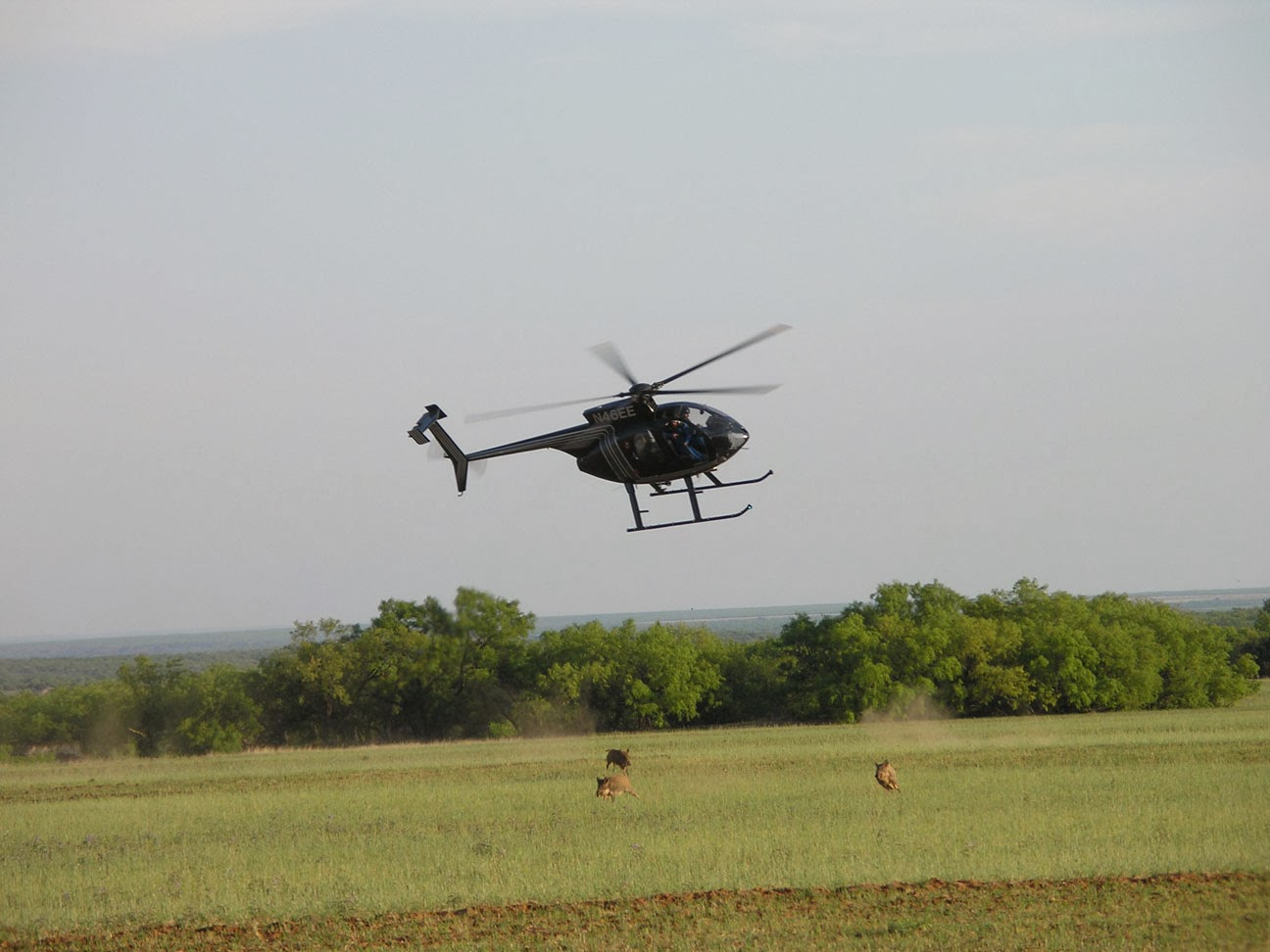
إطلاق نار جوي على الخنازير الوحشية من مروحية من قبل خدمات الحياة البرية في تكساس

مؤسسات مثل خدمات الحياة البرية الفيدرالية (يجب تجنب الالتباس بينها وبين خدمة الأسماك والحياة البرية بالولايات المتحدة الامريكية)، وهي ضمن عملية فحص صحة الحيوانات والنباتات التابعة لوزارة الزراعة الأمريكية (APHIS)، وما يكافؤها على مستوى الولاية من خلال الاستعانة بصيادين محترفين من أجل السيطرة القاتلة وغير القاتلة على الحياة البرية، ومن الامثلة على ذلك، التصدي للحيوانات البرية التي من شأنها ان تفترس الماشية (أو البشر) والانخراط في مكافحة الطيور لمنع ضربات الطيور(حادث يقع بين جسم حيوان طائر وآلة بشرية متحركة).   وتضم خدمات الحياة البرية الفيدرالية وحدها حوالي 750 من الصيادين المحترفين.  وهي تعمل في حوالي 565 مطارًا حول الولايات المتحدة لتحديد وتقليل التهديدات التي تشكلها ضربات الطيور.